# Xã Swan Lake, Quận Turner, Nam Dakota
Xã Swan Lake (tiếng Anh: Swan Lake Township) là một xã thuộc quận Turner, tiểu bang Nam Dakota, Hoa Kỳ. Năm 2010, dân số của xã này là 209 người.